# Master of the Rolls
Le Master of the Rolls (ou Keeper or Master of the Rolls and Records of the Chancery of England) est le troisième plus important juge du Royaume-Uni, après le Président de la Cour Suprême du Royaume-Uni et le lord juge en chef. À ce titre, il préside la section civile de la Cour d'appel. Le Master of the Rolls connu le plus ancien remonte à 1286, mais il est probable qu'il y en ait eu plus tôt.

## Liste des Masters of the Rolls
| No. | Portrait | Nom                       | Début du mandat    | Fin du mandat      | Autres positions | Détails |
| --- | -------- | ------------------------- | ------------------ | ------------------ | --- | ------- |
| 1   |          | John Langton              | 2 septembre 1286   | 1er octobre 1295   | Lord grand chancelier 1292–1302, 1307–1310                                                                                        | ,       |
| 2   |          | Adam Osgodby              | 1er octobre 1295   | 19 août 1316       | | [ 1 ]   |
| 3   |          | William Airmyn            | 19 août 1316       | 26 mai 1324        | | [ 1 ]   |
| 4   |          | Richard Airmyn            | 26 mai 1324        | 4 juillet 1325     | | [ 1 ]   |
| 5   |          | Henry de Cliff            | 4 juillet 1325     | 20 janvier 1334    | | [ 1 ]   |
| 6   |          | Michael Wrath             | 20 janvier 1334    | 28 avril 1337      | | [ 1 ]   |
| 7   |          | John de St Paul           | 28 avril 1337      | 10 janvier 1341    | Archevêque de Dublin 1349–1362, Lord grand chancellier d'Ireland 1350–1356                                                        | [ 3 ]   |
| 8   |          | Thomas Evesham            | 10 janvier 1341    | 21 février 1341    | | [ 3 ]   |
| 9   |          | John Thoresby             | 21 février 1341    | 2 juillet 1346     | | [ 3 ]   |
| 10  |          | David Wollore             | 2 juillet 1346     | 28 mars 1371       | | [ 3 ]   |
| 11  |          | William Burstall          | 28 mars 1371       | 8 septembre 1381   | | [ 3 ]   |
| 12  |          | John Waltham              | 8 septembre 1381   | 24 octobre 1386    | Lord du sceau privé 1386–1389, Lord grand chancelier 1349–1356                                                                    | ,       |
| 13  |          | John Burton               | 24 octobre 1386    | 22 juillet 1394    | | [ 3 ]   |
| 14  |          | John Scarle               | 22 juillet 1394    | 11 septembre 1397  | Lord grand chancelier 1399–1401                                                                                                   | ,       |
| 15  |          | Thomas Stanley            | 11 septembre 1397  | 24 septembre 1402  | | [ 3 ]   |
| 16  |          | Nicholas Bubwith          | 24 septembre 1402  | 2 mars 1405        | Lord du sceau privé 1405–1406, Lord grand trésorier 1407–1408                                                                     | ,       |
| 17  |          | John Wakering             | 2 mars 1405        | 3 juin 1415        | Lord du sceau privé 1415–1416 | ,       |
| 18  |          | Simon Gauntsede           | 3 juin 1415        | 28 octobre 1423    | | [ 6 ]   |
| 19  |          | John Frank                | 28 octobre 1423    | 13 novembre 1438   | | [ 6 ]   |
| 20  |          | John Stopyndon            | 13 novembre 1438   | 29 mars 1447       | | [ 6 ]   |
| 21  |          | John Kirkeby              | 29 mars 1447       | 23 décembre 1461   | | [ 6 ]   |
| 22  |          | Robert Kirkeham           | 23 décembre 1461   | 12 février 1471    | | [ 6 ]   |
| 23  |          | William Morland           | 12 février 1471    | 29 avril 1471      | | [ 6 ]   |
| 24  |          | Alcock John               | 29 avril 1471      | 16 mars 1472       | Lord grand chancelier 1475, 1485–1487                                                                                             | ,       |
| 25  |          | John Morton               | 16 mars 1472       | 9 janvier 1479     | Lord grand chancelier 1487–1500, archevêque de Cantorbéry 1486–1500                                                               | ,       |
| 26  |          | Robert Morton             | 9 janvier 1479     | 22 septembre 1483  | | [ 11 ]  |
| 27  |          | Thomas Barowe             | 22 septembre 1483  | 22 août 1485       | | [ 11 ]  |
| 28  |          | Robert Morton             | 22 août 1485       | 26 février 1487    | | ,       |
| 29  |          | David William             | 26 février 1487    | 5 mai 1492         | | [ 11 ]  |
| 30  |          | John Blyth                | 5 mai 1492         | 13 février 1494    | | [ 11 ]  |
| 31  |          | William Warham            | 13 février 1494    | 1er février 1502   | Keeper of the Great Seal 1502–1504, Lord grand chancelier 1504–1515, archevêque de Cantorbéry 1503–1532                           | ,       |
| 32  |          | William Barons            | 1er février 1502   | 13 novembre 1504   | | [ 11 ]  |
| 33  |          | Christopher Bainbridge    | 13 novembre 1504   | 22 janvier 1508    | Archevêque d'York 1508–1514 | ,       |
| 34  |          | John Yonge                | 22 janvier 1508    | 12 mai 1516        | | [ 15 ]  |
| 35  |          | Cuthbert Tunstall         | 12 mai 1516        | 20 octobre 1522    | Lord du sceau privé 1523–1530 | ,       |
| 36  |          | John Clerk                | 20 octobre 1522    | 9 octobre 1523     | | [ 15 ]  |
| 37  |          | Thomas Hannibal           | 9 octobre 1523     | 26 juin 1527       | | [ 15 ]  |
| 38  |          | John Taylor               | 26 juin 1527       | 8 octobre 1534     | Archidiacre de Derby 1516–1533, archidiacre de Buckingham 1516–1534                                                               | [ 15 ]  |
| 39  |          | Thomas Cromwell           | 8 octobre 1534     | 10 juillet 1536    | Secrétaire d'État 1533–1536, Lord du sceau privé 1536–1540                                                                        | ,       |
| 40  |          | Christopher Hales         | 10 juillet 1536    | 1er juillet 1541   | Solliciteur général 1525–1529, procureur général 1529–1536                                                                        | ,       |
| 41  |          | Sir Robert Southwell      | 1er juillet 1541   | 13 décembre 1550   | | [ 15 ]  |
| 42  |          | John Beaumont             | 13 décembre 1550   | 18 juin 1552       | | [ 15 ]  |
| 43  |          | Robert Bowes              | 18 juin 1552       | 18 septembre 1553  | | [ 15 ]  |
| 44  |          | Sir Nicholas Hare         | 18 septembre 1553  | 5 novembre 1557    | Président de la Chambre des communes 1539–1540                                                                                    | ,       |
| 45  |          | Sir William Cordell       | 5 novembre 1557    | 3 mai 1581         | Solliciteur général 1553–1557, Président de la Chambre des communes 1558                                                          | ,       |
| 46  |          | Sir Gilbert Gerard        | 30 mai 1581        | 1er avril 1594     | Procureur général 1559–1581 | ,       |
| 47  |          | Thomas Egerton            | 10 avril 1594      | 1er mai 1603       | Solliciteur général 1581–1592, procureur général 1592–1594, Lord grand chancelier 1596–1617, First Lord of the Treasury 1613–1614 | ,       |
| 48  |          | Edward Bruce              | 18 mai 1603        | 1er janvier 1611   | | [ 19 ]  |
| 49  |          | Sir Edward Phelips        | 14 janvier 1611    | 1er septembre 1614 | Président de la Chambre des communes 1603–1611                                                                                    | ,       |
| 50  |          | Sir Julius Caesar         | 1er septembre 1614 | 1er avril 1636     | Chancellor of the Exchequer 1606–1614                                                                                             | [ 19 ]  |
| 51  |          | Sir Dudley Digges         | 18 avril 1636      | 30 mars 1639       | | [ 19 ]  |
| 52  |          | Sir Charles Caesar        | 30 mars 1639       | 28 janvier 1643    | | [ 19 ]  |
| 53  |          | John Colepeper            | 28 janvier 1643    | 3 novembre 1660    | Chancellor of the Exchequer 1642–1643                                                                                             | ,       |
| 54  |          | William Lenthall          | 10 novembre 1643   | 14 mai 1659        | Président de la Chambre des communes 1640–1647, 1647–1653, 1654–1655, 1659–1660                                                   | ,       |
| 55  |          | Sir Harbottle Grimston    | 3 novembre 1660    | 2 janvier 1685     | Président de la Chambre des communes 1660                                                                                         | ,       |
| 56  |          | Sir John Churchill        | 12 janvier 1685    | 20 octobre 1685    | Attorney-General 1673–85 | [ 26 ]  |
| 57  |          | Sir John Trevor           | 20 octobre 1685    | 13 mars 1689       | | [ 26 ]  |
| 58  |          | Sir Henry Powle           | 13 mars 1689       | 13 janvier 1693    | Président de la Chambre des communes 1689                                                                                         | ,       |
| 59  |          | Sir John Trevor           | 13 janvier 1693    | 13 juillet 1717    | Président de la Chambre des communes 1685–1689, 1693–1717                                                                         | ,       |
| 60  |          | Sir Joseph Jekyll         | 13 juillet 1717    | 9 octobre 1738     | | [ 26 ]  |
| 61  |          | Sir John Verney           | 9 octobre 1738     | 5 novembre 1741    | | [ 26 ]  |
| 62  |          | William Fortescue         | 5 novembre 1741    | 15 janvier 1750    | | [ 26 ]  |
| 63  |          | Sir John Strange          | 16 janvier 1750    | 18 mai 1754        | Solliciteur général 1737–1742 | ,       |
| 64  |          | Sir Thomas Clarke         | 25 mai 1754        | 13 novembre 1764   | | [ 33 ]  |
| 65  |          | Sir Thomas Sewell         | 4 décembre 1764    | 30 mars 1784       | | [ 33 ]  |
| 66  |          | Sir Lloyd Kenyon          | 30 mars 1784       | 4 juin 1788        | Procureur général 1782–1783, 1783–1784, Lord juge en chef 1788–1802                                                               | ,       |
| 67  |          | Sir Richard Arden         | 4 juin 1788        | 27 mai 1801        | Solliciteur général 1782–1783, 1783–1784, procureur général 1784–1788, Chief Justice of the Common Pleas 1801–1804                | ,       |
| 68  |          | Sir William Grant         | 1801               | 1817               | Solliciteur général 1799–1801 | ,       |
| 69  |          | Sir Thomas Plumer         | 6 janvier 1818     | 5 avril 1824       | Solicitor General 1807–1812, procureur général 1812–1813                                                                          | ,       |
| 70  |          | Robert Gifford            | 5 avril 1824       | 14 septembre 1826  | Solliciteur général 1817–1819, procureur général 1819–1824, Chief Justice of the Common Pleas 1824                                | ,       |
| 71  |          | John Copley               | 14 septembre 1826  | 3 mai 1827         | Solliciteur général 1819–1824, procureur général 1824–1826, Lord grand chancelier 1827–1830, 1834–1835, 1841–1846                 | ,       |
| 72  |          | Sir John Leach            | 3 mai 1827         | 29 septembre 1834  | Vice Chancellor of England 1818–1827                                                                                              | ,       |
| 73  |          | Sir Charles Pepys         | 29 septembre 1834  | 16 janvier 1836    | Solliciteur général 1834, Lord grand chancelier 1836–1841, 1846–1850                                                              | ,       |
| 74  |          | Henry Bickersteth         | 16 janvier 1836    | 28 mars 1851       | | [ 42 ]  |
| 75  |          | John Romilly              | 28 mars 1851       | 30 août 1873       | Solliciteur général 1848, procureur général 1850                                                                                  | [ 42 ]  |
| 76  |          | Sir George Jessel         | 30 août 1873       | 21 mars 1883       | Solliciteur général 1871–1873 | ,       |
| 77  |          | William Brett             | 3 avril 1883       | 19 octobre 1897    | Solliciteur général 1868 | ,       |
| 78  |          | Sir Nathaniel Lindley     | 19 octobre 1897    | 9 mai 1900         | | ,       |
| 79  |          | Richard Webster           | 9 mai 1900         | 24 octobre 1900    | Lord juge en chef 1900–1913 | ,       |
| 80  |          | Sir Archibald Levin Smith | 24 octobre 1900    | 19 octobre 1901    | | [ 42 ]  |
| 81  |          | Sir Richard Collins       | 19 octobre 1901    | 6 mars 1907        | | ,       |
| 82  |          | Sir Herbert Cozens-Hardy  | 6 mars 1907        | 3 mai 1918         | | [ 42 ]  |
| 83  |          | Sir Charles Swinfen Eady  | 3 mai 1918         | 3 novembre 1919    | | [ 42 ]  |
| 84  |          | William Pickford          | 3 novembre 1919    | 7 août 1923        | Président de la Division des successions, des Divorces et de l'Amirauté 1918–1919                                                 | ,       |
| 85  |          | Sir Ernest Pollock        | 11 octobre 1923    | 7 octobre 1935     | Solliciteur général 1919–1922, procureur général 1922.                                                                            | ,       |
| 86  |          | Robert Wright             | 7 octobre 1935     | 26 avril 1937      | | [ 48 ]  |
| 87  |          | Wilfred Greene            | 26 avril 1937      | 1er juin 1949      | | [ 48 ]  |
| 88  |          | Raymond Evershed          | 1er juin 1949      | 19 avril 1962      | | [ 48 ]  |
| 89  |          | Alfred Denning            | 19 avril 1962      | 30 juillet 1982    | | [ 48 ]  |
| 90  |          | John Donaldson            | 30 juillet 1982    | 1er octobre 1992   | | [ 48 ]  |
| 91  |          | Thomas Henry Bingham      | 1er octobre 1992   | 4 juin 1996        | Lord juge en chef 1996–2000; Président de la cour suprême du Royaume-Uni 2000–2008                                                | [ 51 ]  |
| 92  |          | Harry Woolf               | 4 juin 1996        | 6 juin 2000        | Lord juge en chef 2000–2005 | [ 52 ]  |
| 93  |          | Nicholas Phillips         | 6 juin 2000        | 3 octobre 2005     | Lord juge en chef 2005–2008, Président de la cour suprême du Royaume-Uni 2009–2012                                                | [ 53 ]  |
| 94  |          | Anthony Clarke            | 3 octobre 2005     | 30 septembre 2009  | Justice de la Cour suprême du Royaume-Uni, 2009–2017                                                                              | [ 54 ]  |
| 95  |          | David Neuberger           | 1er octobre 2009   | 30 septembre 2012  | Président de la cour suprême du Royaume-Uni, 2012–2017                                                                            | [ 55 ]  |
| 96  |          | John Dyson                | 1er octobre 2012   | 2 octobre 2016     | Justice de la Cour suprême du Royaume-Uni 2010–2012                                                                               | [ 56 ]  |
| 97  |          | Sir Terence Etherton      | 3 octobre 2016     | 11 janvier 2021    | Chancelier de la Haute cour, 2013–2016                                                                                            | [ 57 ]  |
| 98  |          | Sir Geoffrey Vos          | 11 janvier 2021    | En poste           | Chancelier de la Haute cour, 2016–2021                                                                                            | [ 58 ]  |